# Два зрна грожђа
Два зрна грожђа је југословенски филм из 1955. године. Режирао га је Младомир Пуриша Ђорђевић, а сценарио је писао Дионизис Милас.

## Улоге
| Глумац                  | Улога |
| ----------------------- | ----- |
| Гианис Аргирис          |       |
| Северин Бијелић         |       |
| Ана Бразу               |       |
| Дионизис Папагианопулос |       |
| Вилмо Полис             |       |
| Виктор Старчић          |       |
| Ледиа Стефаниду         |       |
| Стефанос Стратигос      |       |

Комплетна филмска екипа  ▼
| Редитељ              | Пуриша Ђорђевић |
| Сценариста           | Дионyсис Милас  |
| Композитор           | Манос Хацидакис |
| Директор фотографије | Стеван Мишковић |